# 菊地美香
菊地美香（日语：／ Kikuchi Mika，1983年12月16日—）是日本的女性演員、声優、歌手。埼玉縣三乡市出身。BLACK SHIP所属。身高150cm。三围B78 W56 H80

## 經歷
菊地美香是「超級戰隊系列」中，2004年第28作《特搜戰隊刑事連者》的「刑事桃/胡堂小梅」，也曾是NHK教育頻道的大姐姐。
日後她還唱了後作《魔法戰隊魔法連者》的部分插曲。
2009年12月16日與岸祐二（《激走戰隊車連者》紅車手Red Racer－陣內恭介）結婚，但於2011年12月29日宣佈離婚。
現在參與配音工作、舞台劇和演唱活動。
2018年9月1日宣布與同樣於《特搜戰隊刑事連者》中飾演刑事破曉/始良鐵幹的演員吉田友一結婚。
2019年4月宣佈離開事務所尾木製作。同年7月移籍至BLACK SHIP。

## 參與作品
主角用粗體表示

### 動畫
2005年
- 翼之奇幻旅程（黑、白·莫可拿）
- 舞-乙HiME（夢宮·艾莉卡）
- 神奇寶貝超世代（11/3的路人）

2006年
- 極速方程式（鈴木茂波（中學生篇））
- ×××HOLiC（黑·莫可拿）
- 翼之奇幻旅程II（白·莫可拿）

2008年
- 屍姫 赫（天瀬早季）
- ×××HOLiC◆継（黑·莫可拿[1]）
- 麵包超人（やきいもまん）

2009年
- 穿越宇宙的少女（布肯碧莉雅）
- 屍姫 玄（天濑早季）

2010年
- 家庭教師HITMAN REBORN!（鈴蘭）
- 奇蹟少女KOBATO.（黑、白·莫可拿）

2012年
- 女子高中生 & 重戰車（磯部典子）

2016年
- 夢幻之星Online2（櫃檯人員）
- 金田一少年之事件簿R 第2期（鮎川由里）
- 魔法使 光之美少女！（勝木加奈）

2018年
- 最終休止符（莉薩）

2025年
- 紅戰士在異世界成了冒險者（飛星エミリ／キズナイエロー[2]）

### OVA
- 舞-乙HiME 0〜S.ifr〜（夢宮·艾莉卡）
- 翼之奇幻旅程 TOKYO REVELATIONS（白·莫可拿）
- 翼之奇幻旅程 春雷記（白·莫可拿）

2006年
- 舞-乙HiME Zwei（夢宮·艾莉卡）

2009年-2011年
- xxxHOLiC春夢記（黑·莫可拿）
- xxxHOLiC・籠（黑·莫可拿）
- xxxHOLiC・籠 徒夢（黑·莫可拿）

### 電影動畫
2005年
- 翼之奇幻旅程 鳥籠國的公主（白·莫可拿）
- 劇場版×××HOLiC 仲夏夜之夢（黑·莫可拿）

2007年
- 老鼠物語 喬治與傑拉德爾的冒險（マリー・ルゥ）

2015年
- 少女與戰車 劇場版（磯邊典子）

2017年
- 少女與戰車 最終章（第1話）（磯邊典子）

2019年
- 少女與戰車 最終章（第2話）（磯邊典子）

2021年
- 少女與戰車 最終章（第3話）（磯邊典子）

2023年
- 少女與戰車 最終章（第4話）（磯邊典子）

2025年
- 少女與戰車 更加相親相愛作戰！（磯邊典子[3]）

### Web動畫
- 寵物小精靈 不可思議的迷宮前勁隊出門去（ピチュー）

### CD
- Girls in Trouble! Dekaranger
- 天空界の安らぎ (Peace of heaven)
- 舞-乙HiME 1～26話片尾曲 「乙女はDO MY BESTでしょ?」
- 舞-乙HiME 22話插曲 「星が奏でるものがたり」
- My Star （EP）
- 舞-乙HiME Zwei 第一卷片尾曲「Believe～永遠の絆～」
- 舞-乙HiME Zwei 第四卷片尾曲「乙女はDO MY BESTでしょ？ 2007 ver.」

### 電視劇
- 2004年 特搜戰隊刑事連者（刑事桃/胡堂小梅）
- 2006年2月12日 假面騎士Kabuto 第3話 （玉井由紀）

### 演出電影
- 《大逃殺II～鎮魂歌》（八木綾音）
- 2002年《循环自杀》（《Suicide Club》）（黑田樱）
- 2004年《特搜戰隊刑事連者VS爆連者》（刑事桃/胡堂小梅）
- 2005年《魔法戰隊魔法連者VS刑事連者》（刑事桃/胡堂小梅）
- 2008年《炎神戰隊轟音者 BUNBUN!BANBAN!劇場BANG!!》（月之輪）
- 2011年《豪快者 護星者 超級戰隊199英雄大決戰》（刑事桃/胡堂小梅）
- 2015年《特搜戰隊刑事連者 10 YEARS AFTER》（刑事桃/胡堂小梅）
- 2016年《假面騎士平成Generations Dr.Pac-Man對EX-AID&Ghost with 傳說騎士》（新聞主播）
- 2017年《SPACE SQUAD 卡邦 VS 刑事連者》（刑事桃/胡堂小梅）

### 舞台劇
2013年[薄櫻鬼 土方歲三篇] (雪村千鶴)
2014年[薄櫻鬼 HAKU-MYU LIVE] (雪村千鶴)

## 外部連結
- 菊地美香（プロダクション尾木）
- 菊地美香官方部落格
- avex-菊地美香-
- (日語)BLACK SHIP株式會社 （页面存档备份，存于）
- 菊地美香的Instagram帳戶

| 前任： 勝村美香 （未來戰隊時連者） | 日本超級戰隊系列桃色戰士演員 特搜戰隊刑事連者 2004年2月15日-2005年2月6日 | 繼任： 別府步美 （魔法戰隊魔法連者） |

1. ↑  . .   [2025-07-24] （日语）.
2. ↑  . Comic Natalie. 2024-12-23  [2024-12-23] （日语）.
3. ↑  . Comic Natalie. 2025-07-10  [2025-07-10] （日语）.